# کاژیمیش لیس
کاژیمیش لیس (لهستانی: Kazimierz Lis؛ ‏ تلفظ لهستانی: [kaˈʑimjɛʂ]؛ ‏ ۹ آوریل ۱۹۱۰ – ۱۵ ژوئیهٔ ۱۹۹۸) بازیکن فوتبال اهل لهستان بود.
از باشگاه‌هایی که در آن بازی کرده‌است می‌توان به باشگاه فوتبال وارتا پوزنان اشاره کرد.
وی همچنین در تیم ملی فوتبال لهستان بازی کرده‌است.